# Straat La Pérouse

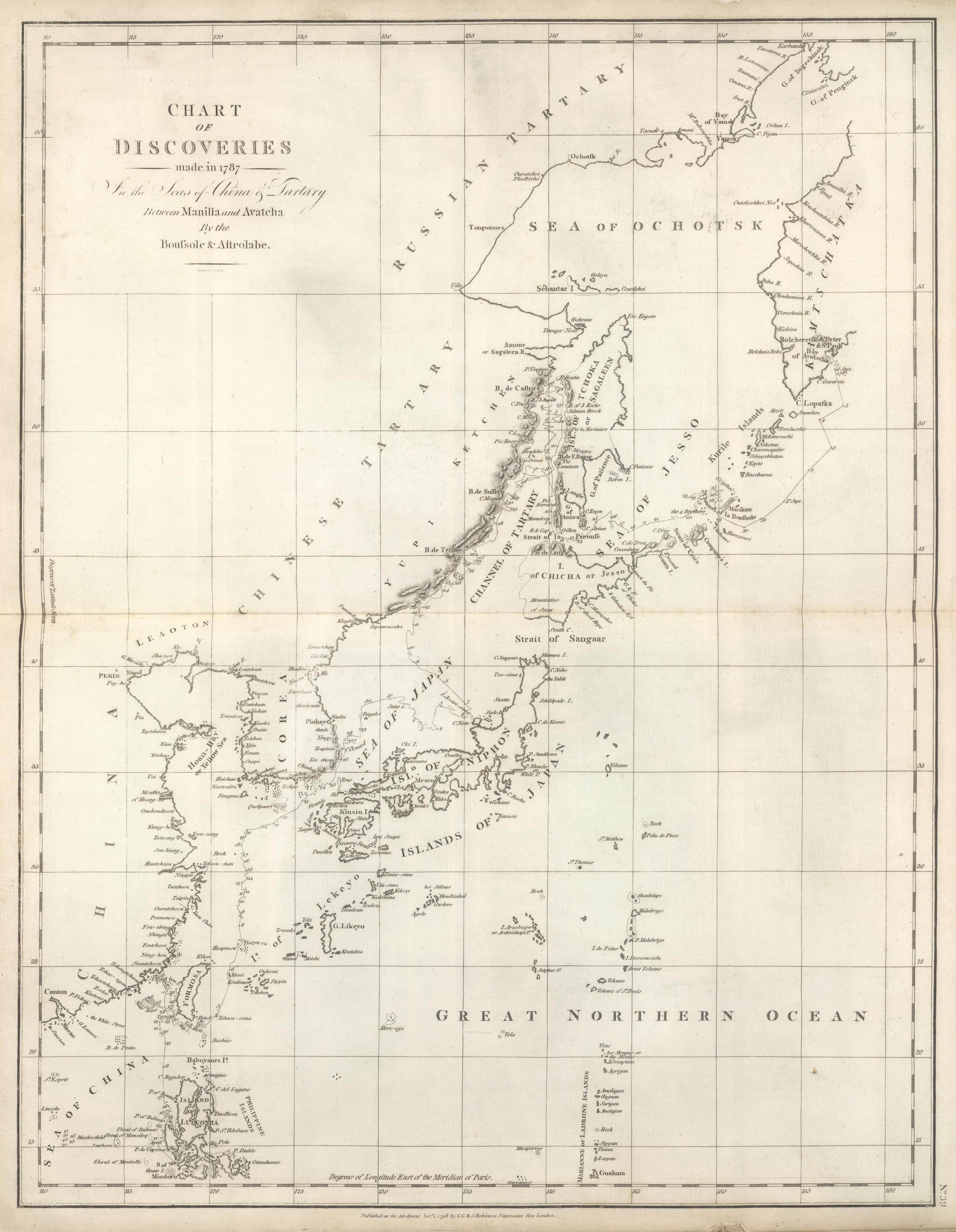
Kaart van de zeestraat door La Pérouse zelf

De Straat La Pérouse (Japans: 宗谷海峡; Sōya-kaikyō, Sōja-Straat, Russisch: Пролив Лаперуза; Proliv Laperoeza) is een zee-engte die het zuidelijke deel van het Russische eiland Sachalin van het noordelijke deel van het Japanse eiland Hokkaido scheidt.
Ze verbindt de Japanse Zee in het westen met de Zee van Ochotsk in het oosten. Ze is 94 kilometer lang en op het smalste punt 43 km breed. De diepte varieert doorgaans tussen 20 en 40 meter, maar heeft een enkele uitschieter tot 118 meter diepte. In de zeestraat stroomt de Soyastroom van de Japanse Zee naar de Zee van Ochotsk.
De straat is genoemd naar Jean-François de La Pérouse, de eerste Europeaan die de zee-engte in 1787 verkende.